# Seznam plzeňských náměstí a návsí
Seznam plzeňských náměstí a návsí obsahuje všechna náměstí a návsi ve městě Plzeň.

## Náměstí
- Božkovské náměstí
- Budilovo náměstí
- Čapkovo náměstí
- Habrmannovo náměstí
- Husovo náměstí
- Chodské náměstí
- Jiráskovo náměstí
- Křimické náměstí
- Mikulášské náměstí
- náměstí Českých bratří
- náměstí Emila Škody
- náměstí Generála Píky
- náměstí Karla Panušky
- náměstí Milady Horákové
- náměstí Míru
- náměstí Odboje
- náměstí Republiky
- náměstí T. G. Masaryka
- Palackého náměstí
- Rolnické náměstí
- Školní náměstí
- Štefánikovo náměstí
- Zámecké náměstí

## Návsi
- Bolevecká náves
- Koterovská náves
- Malesická náves
- Náves
- Radobyčická náves
- Selská náves